# Dougie Imrie
Douglas Imrie (Lanark, Escocia, Reino Unido; 3 de agosto de 1983), conocido como Dougie Imrie, es un exfutbolista y entrenador escocés que jugaba como delantero o como extremo. Es el entrenador del Greenock Morton desde 2021.
Jugó en las ligas profesionales para Clyde, Inverness Caledonian Thistle, St Mirren, Greenock Morton y Hamilton Academical, habiendo jugado anteriormente en la liga Junior para Lanark United.

## Trayectoria

### Lanark United
Imrie nació en Lanark y se dio a conocer con el Lanark United. Hizo 138 apariciones para ellos, anotando 77 goles. Anteriormente había jugado para los clubes aficionados Kirkfield United, Lanark Thistle y Symington Tinto. 

### Clyde
Imrie dio un paso al frente cuando Graham Roberts lo fichó por Clyde en la ventana de transferencia de enero de 2006.  Hizo su debut en la victoria por 5-0 sobre Stranraer en la Primera División escocesa el 11 de febrero de 2006.  El primer gol de Imrie para Clyde fue una espectacular volea desde el borde del área contra Queen of the South en la derrota por 2-1 el 4 de marzo de 2006. Su siguiente gol también fue uno para recordar, ya que anotó el gol de la victoria contra Dundee en Dens Park cuando su centro fue desviado hacia la red.
El 5 de agosto de 2006, Imrie firmó un nuevo contrato, manteniéndolo en Clyde hasta 2008. En septiembre de 2006, Imrie estuvo involucrado en una colisión con el jugador de Hamilton Academical Ross McCabe, en el que Imrie saltó fuera del camino de la entrada de McCabe y aterrizó torpemente en el cuello de McCabe. McCabe necesitaba asistencia de emergencia en la cancha y tuvo que retirarse del fútbol como resultado de una afección cardíaca subyacente que los médicos descubrieron mientras lo trataban por la lesión sufrida en el accidente. 
El último gol de Imrie en Clyde fue anotado en su último juego, en una derrota por 3-2 contra sus rivales Hamilton Academical el 26 de enero de 2008. El gol fue un tiro libre desde 25 yardas.

### Inverness Caledonian Thistle
El 31 de enero de 2008 firmó un contrato de dos años y medio con Inverness Caledonian Thistle moviéndose por una tarifa de transferencia de £ 45,000, dependiendo de las apariciones.  Hizo su debut con el club el 9 de febrero de 2008 en un empate 1-1 con St Mirren. Imrie se acomodó bastante bien en "Caley Thistle" y registró dos asistencias en un partido contra el Gretna el 5 de abril de 2008. y marcó su primer gol en el siguiente partido, un tiro libre en la victoria en casa por 3-0. contra Kilmarnock el 19 de abril de 2008. Hizo su última aparición con Caley en la victoria por 1-0 contra Airdrie United.

### Hamilton Academical
Imrie fichó por Hamilton Academical por cerca de £ 25.000 el 1 de febrero de 2010  e hizo su debut en el derbi de Lanarkshire con Motherwell el 6 de febrero. Firmó un nuevo contrato por dos años el 13 de julio de 2010.  Ganó el premio BBC Sportsound Player of the Year en 2009-10 por acumular la mayor cantidad de actuaciones de hombre de los partidos durante la temporada de SPL, a pesar de Solo se unirá a Accies en febrero. 
En el primer mes después del descenso de Hamilton de la Premier League escocesa, Imrie ganó el premio al Jugador del Mes de la SFL en agosto de 2011. El 12 de enero de 2012, Dundee United hizo una oferta de £ 25,000 a Hamilton por Imrie, que fue rechazada.

### St Mirren
St Mirren tuvo una oferta aceptada por el jugador el 19 de enero de 2012 de £ 35,000 e Imrie firmó para el club Paisley con un contrato de dos años y medio. Su primera aparición se produjo dos días después, en una derrota en casa por 2-0 ante el Celtic. Marcó su primer gol para el club el 24 de noviembre de 2012, cuando el St Mirren venció al Dundee por 3-1. 
El 29 de mayo de 2013, el contrato de Imrie con St Mirren se rescindió de mutuo acuerdo.

### Morton
Imrie dejó "Saints" para fichar por los rivales locales Greenock Morton en julio de 2013.  Anotó su primer gol para Morton en la victoria por 6-2 en la Copa de la Liga Escocesa sobre East Fife. Marcó de nuevo en la Copa de la Liga, contra el Celtic en la tercera ronda, desde el punto de penalti el 24 de septiembre de 2013, cuando Morton ganó 1-0 en el Celtic Park.
Dejó Morton después de que fueron relegados a League One a pesar de una oferta de extensión de contrato

### Hamilton Academical (segunda etapa)
Imrie volvió a firmar con Hamilton en junio de 2014. Marcó en su segundo debut con el club cuando Hamilton venció a Arbroath por 2-1 en la primera ronda de la Copa de la Liga el 2 de agosto de 2014.  En enero de 2015, cuando Su compañero de equipo Martin Canning se convirtió en jugador-entrenador de Accies , Imrie fue invitado a asumir el cargo de entrenador de los equipos juveniles del club.  En abril de 2015, firmó un nuevo contrato con el club hasta el verano de 2016, y en enero de 2016 acordó otro nuevo contrato hasta el verano de 2017.  En diciembre de 2017, Imrie firmó una extensión de contrato con Hamilton hasta mayo de 2019. En junio de 2018, el equipo sub-17 que entrenó (junto con Darian MacKinnon) se convirtió en campeón de Escocia en el grupo de edad, clasificándose para la Liga Juvenil de la UEFA. En julio de 2018, se convirtió en el capitán del club. Imrie se retiró de jugar al fútbol al final de la temporada 2018/19.

## Clubes

### Como jugador
| Club                | País    | Año       |
| ------------------- | ------- | --------- |
| Lanark United       | Escocia | 2004-2006 |
| Clyde FC            | Escocia | 2006-2008 |
| Inverness CT        | Escocia | 2008-2010 |
| Hamilton Academical | Escocia | 2010-2012 |
| St Mirren           | Escocia | 2012-2013 |
| Greenock Morton     | Escocia | 2013-2014 |
| Hamilton Academical | Escocia | 2014-2019 |

### Como entrenador
| Club                                    | País    | Año           |
| --------------------------------------- | ------- | ------------- |
| Hamilton Academical Sub-17              | Escocia | 2015-2018     |
| Hamilton Academical Sub-18              | Escocia | 2018-2021     |
| Hamilton Academical Juvenil (Asistente) | Escocia | 2019-2021     |
| Livingston FC (asistente)               | Escocia | 2021          |
| Greenock Morton                         | Escocia | 2021-presente |